# Massa totale conosciuta
La massa totale conosciuta (indicata come TKW dall'inglese total known weight) è un termine utilizzato nell'ambito del collezionismo dei meteoriti per indicare la somma delle masse di tutti i frammenti conosciuti di un meteorite che ha ricevuto una denominazione. La massa conosciuta di un meteorite denominato è una parte della massa del meteoroide originale che entrando nell'atmosfera terrestre ha originato il meteorite (conosciuta anche come massa post-atmosferica).